# El Morrón de Bolvax
El Morrón de Bolvax es un yacimiento enclavado a tres kilómetros del sur de Cieza (Región de Murcia, España). Se asienta sobre una colina próxima al valle del río Segura. Las primeras excavaciones que se realizaron en el mismo revelaron que el origen de su ocupación se remonta a los últimos años de la Edad de Bronce, llegando hasta época romana.
Los hallazgos encontrados se localizan sobre un cerro escarpado de difícil acceso debido a las pendientes naturales que le rodean.

## Etimología
El origen del término no está claro, pero todo parece presuponer que la palabra “Bolvax” hace referencia a un antiguo propietario suyo. Esta hipótesis afirmaría que el concepto hunde sus raíces en razones de posesión de la tierra. En tal caso, el término “Bolvax” procedería de “Borivax” (morisco que poseía las tierras que ocupa el yacimiento).

## Historia
- El Morrón de Bolvax es un hallazgo singular debido a la gran diversidad de objetos, materiales y restos encontrados en el yacimiento. Su origen, según las evidencias encontradas, se estima alrededor de la segunda mitad del siglo V a.C. aunque el descubrimiento de una dracma de Lesbos del tránsito del VI al V a.C. plantea la hipótesis de una ocupación anterior.
- El Morrón de Bolvax es un lugar que se caracteriza por su excelente localización, pues el entorno escarpado que le rodea, le facilita la ejecución de la actividad defensiva. Este aspecto era de gran importancia en la era de bronce, pues, las poblaciones tenían preferencia por buscar sitios elevados, de difícil acceso, protegidos entre la orografía del terreno. Además de encontrarse en un terreno rocoso compuesto de calizas y arcillas, las numerosas especies de matorral y arbustos existentes, confieren al espacio un clima de protección y ocultación que protege ante cualquier ataque. Además de encontrarse en una montaña abrupta, las obras de fortificación añadidas posteriormente, le convierten en un lugar estratégico. Su buena ubicación le permite la explotación de la tierra fértil, ya que la proximidad al Río Segura le brinda la capacidad de satisfacer la demanda de agua y además, aporta mayores ventajas ante la ejecución de la actividad agraria. Fue el cultivo de la tierra, el motor de desarrollo de las poblaciones instaladas en la zona, debido a que los sedimentos aportados por el río en las épocas de crecida enriquecían el suelo, haciendo de este, un lugar idóneo para el cultivo de toda clase de cereales, hortalizas y árboles frutales. Estos elementos le facilitaban, a su vez,  la explotación de la actividad ganadera pues, la tierra se convertía en un manto de pasto y de hierba que proporcionaba al ganado lo indispensable para su crecimiento.
- Como confirman los hallazgos encontrados, las actividades agrarias y pecuarias eran el sustento de las poblaciones establecidas en el territorio. Además la presencia de cerámicas, piedras finas, bronce, plata y oro hacen suponer que los habitantes de este lugar compaginaban la obtención de los recursos, con la comercialización y la creación de productos artesanales.
- Este yacimiento comunica con otro situado en la Rambla del Moro. Es tal la aparición de hallazgos en esta zona que se presupone la idea de que este lugar fuera de gran importancia comercial y económica. Esta última idea viene a ser afirmada por la amplia presencia de cerámicas y objetos suntuosos encontrados, además, no es de obviar que esta era una zona de tránsito para unas culturas,  y un lugar de reposo para otras, que se entremezclaban y compartían los ricos recursos disponibles. Además, la aparición de un hallazgo marino (una variedad de almeja), atestigua la existencia de relaciones entre el Morrón de Bolvax y la costa de Alicante
- Las excavaciones llevadas a cabo a finales de los setenta permitieron determinar el origen de este yacimiento pues en las investigaciones realizadas se descubrió el enterramiento de dos cuerpos (un hombre y una mujer). Este hito reveló que el inicio de la ocupación del Morrón de Bolvax, se sitúa a finales de la era de bronce por la disposición de los cuerpos encontrados.
- Los siguientes hechos descubiertos confirmaron la romanización temprana del poblado íbero. Muestra de esto es el revestimiento hidráulico hallado.
- Posteriormente, los indicios parecen indicar el abandono del territorio en torno al siglo I d.C. Razón de esto podría haber sido el traslado del poblado a la llanura situada en el otro margen del río, que pudiera haber supuesto el comienzo de la actual Cieza(ciudad situada cerca del yacimiento).
- La siguiente ocupación de la que se tiene constancia, ya se adentra en la Edad Media. Más concretamente se situaría en época almohade, coincidiendo con los siglos XII y XIII. La afirmación de este hecho se debe al hallazgo de cerámicas correspondientes a dicha época. Tras esto, parece ser que el poblado se abandona a merced de los fenómenos meteorológicos. Desprovisto de cualquier cuidado, el Morrón de Bolvax, continúa ofreciéndonos, aún hoy, información sobre la historia que tuvo lugar en su perímetro.

## La cultura argárica en Murcia
- La cultura argárica ejerció una influencia hegemónica en el sureste peninsular durante el II milenio a.C. y constituye una de las principales culturas de la edad de Bronce.  Una de las zonas donde más destacó esta etapa fue en la franja murciana, más concretamente, Cieza, como se puede observar en el Morrón de Bolvax
- En esta zona podemos contemplar numerosas características relacionadas con esta cultura. El yacimiento del Morrón de Bolvax cumple con muchas de las particularidades de la época: la ubicación en altitud, asentamiento en un lugar estratégico, elevado, de fácil defensa y con fortificación de murallas. Sin embargo, es la producción de armamento, joyas y adornos la que nos ha permitido obtener mayores restos materiales

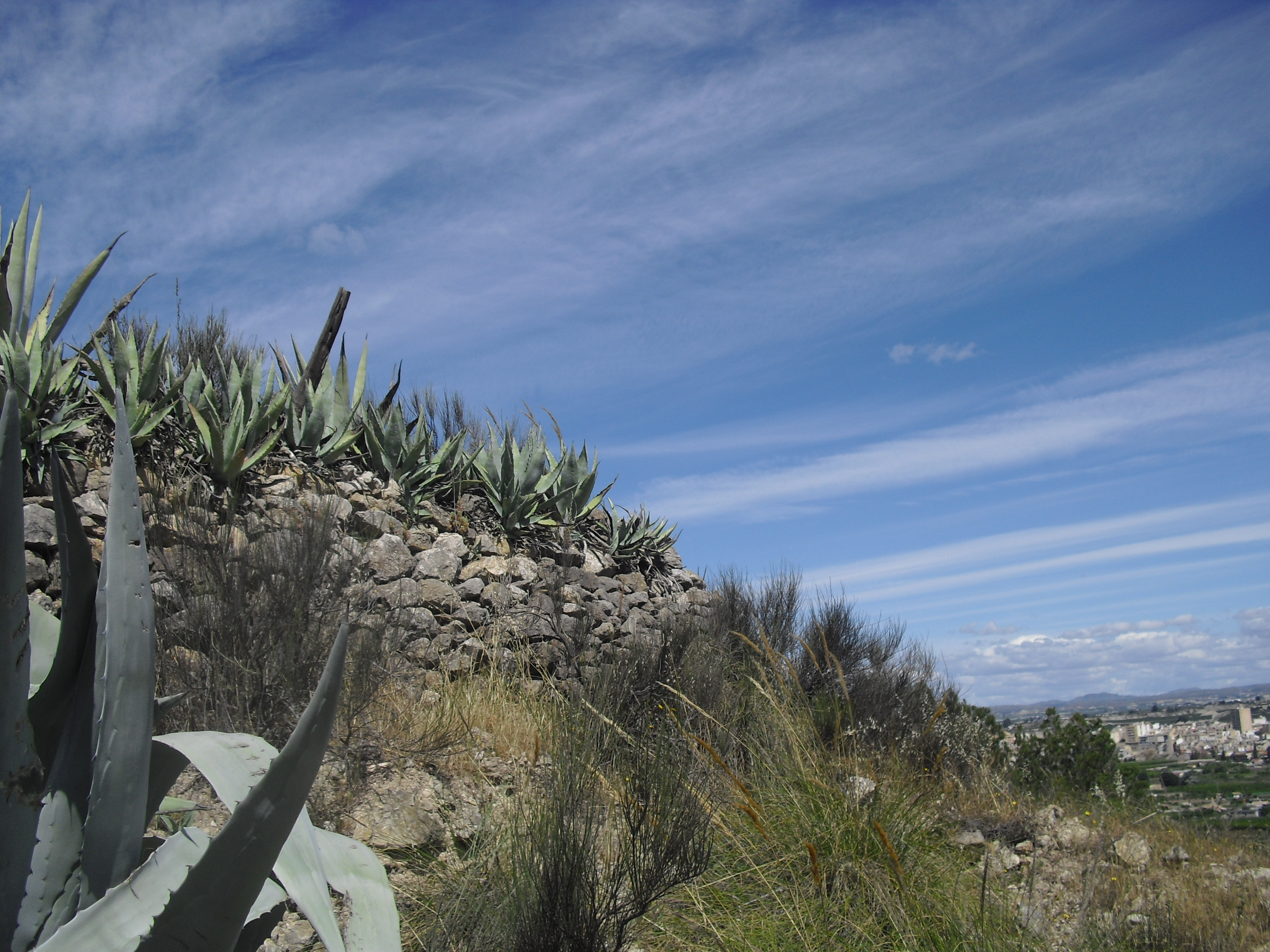
Fortificación en el Morrón de Bolvax

## Restos hallados

### Restos en época de los metales
Los restos más destacados encontrados en el Morrón de Bolvax (Cieza) pertenecen a la época de la edad de Bronce. En su gran mayoría relacionados con la cultura argárica. El desarrollo de las relaciones entre los asentamientos enclavados a orillas del río Segura tuvo su mayor esplendor a finales de la edad de los metales.
En las excavaciones llevadas a cabo a finales de los setenta, se hallaron dos individuos adultos, un hombre y una mujer, acostados hacia arriba y encima de una losa de piedra. Se encontraron también, fragmentos de cerámica campaniforme, algunas pesas de telar, restos de instrumentos como hachas, así como, de manos de molino.
Entre los descubrimientos más importantes destaca también una pieza de un collar de Cardium edule  (variedad de almeja)

### Restos en la época íbera
Entre los restos más significativos hallados en Bolvax, durante la época íbera, destaca una estátera de Lesbos, de procedencia griega, también,  materiales de procedencia fenicia como campanillas de bronce, puntas de lanza de hierro o vasijas de cerámica. Se han encontrado a su vez,  determinados resquicios de estructuras de viviendas,  algunas de ellas incluso conservaban restos de enlucido en su interior.

### Restos de ocupaciones romana y musulmana
De la ocupación romana en Cieza, en  el Morrón, se han hallado restos de materiales ornamentales, como el mármol que fueron utilizados para embellecer las edificaciones. También fueron encontrados restos de elementos utilizados para canalizar el agua, como pequeños acueductos.
A comienzos del primer siglo después de Cristo, se lleva a cabo una migración desde la colina de Bolvax hacia terrenos más llanos, por lo que durante un gran período de tiempo el Morrón quedaría despoblado y no se encontrarían referencias arqueológicas hasta la edad media.
Tras la ocupación musulmana de Cieza, se han encontrado en el yacimiento de Bolvax determinados restos de cerámicas que se corresponden con este período histórico.

### Museo de Siyasa
Gran parte de los restos arqueológicos anteriormente citados se encuentran expuestos en el museo de Siyasa, en Cieza. En él se exhiben los restos más importantes del paso de la civilización humana a lo largo de la historia en el municipio ciezano. Desde el origen de los tiempos hasta la actualidad. El museo de Sisaya (situado en el antiguo casino de la ciudad) cuenta con reconstrucciones a medida real de los hallazgos más característicos del “Morrón de Bolvax”

## Vida en Bolvax
- El conjunto de Bolvax está formado por dos yacimientos: el yacimiento de Bronce y el yacimiento íbero. En ambos encontramos restos y hallazgos que nos dan a entender que hubo vida desde el final de la edad de Los Metales, hasta la ocupación almohade en el siglo XII.
- El yacimiento de Bronce, estuvo habitado al menos desde el Eneolítico, ya que en prospecciones superficiales se hallaron varios fragmentos de cerámica correspondientes al tramo final de dicha época.
- Hay escasa información con respecto a la vegetación que caracterizaba el yacimiento, pero sabemos con certeza, por los restos encontrados,  que era un lugar rico en cuanto a la actividad agraria. Se cultivó cebada, bellota, guisantes, leguminosas, garbanzos y lino, entre otras muchas sustancias, favorecido por el clima de este territorio.
- En el yacimiento íbero-romano (cima del cerro) hay numerosos restos de estructuras de viviendas que indican que Bolvax estuvo habitado en esta época. Otros hechos que corroboran esta afirmación son algunas de las piezas encontradas, como por ejemplo, una moneda griega del 500 a.C., vasijas de cerámica, cuchillos, ponderales de plomo, lanzas, etc. También existió vida animal, ya que se encontraban representadas en pinturas.
- Un poco más adelante en el tiempo, durante la época romana, también existió vida en Bolvax. Se conservan de esta época fragmentos de Opus signinum (revestimiento hidráulico utilizado en balsas y piletas). A partir del siglo I d.C., el yacimiento parece que se abandona y ya no se documenta otra ocupación hasta bien avanzada la edad media, en época almohade (siglo XIII) atestiguaba únicamente gracias al hallazgo de algunas cerámicas correspondientes a este periodo en el yacimiento.

- Con respecto a la vida animal, actualmente, encontramos volando a baja altura o entre los árboles las aves más típicas del bosque mediterráneo, como el azor, el gavilán o los abundantes ratoneros y el águila perdicera. Siendo también unas de las más típicas de las zona los murciélagos en las jornadas nocturnas.
- Entre los mamíferos podemos encontrar escasos ejemplares del esquivo gato montés o la garduña, y siendo habitantes habituales los zorros y los tejones. Pero con diferencia los representantes más típicos son el piquituerto junto con la ardilla, que se alimentan de piñas.
- Por otro lado, en cuanto a la vegetación, en Bolvax y en su entorno existen varias zonas diferenciadas. La que rodea el yacimiento se encuentra dentro del distrito ciezano-calasparreño, en el que es frecuente el piso de mesomediterráneo cálido, al que están sujetas todas las especies vegetales de la zona, entre ellas predominan los pinos carrascos y matorrales como el esparto.

## Acceso
- Uno de los posibles accesos a Bolvax comienza desde Abarán, tomando la carretera a Cieza y pasados dos kilómetros daremos con la zona del río Segura, el Azud del Menjú. Aquí comenzaría la actividad a pie. Se ha de caminar por la carretera que conduce a Cieza hasta llegar a un sendero en el cañaveral. Hay que continuar con la ruta unos cientos de metros y seguir por la ladera del cerro que encontramos. Se debe subir por este cerro, para que desde lo más alto podamos contemplar con claridad los numerosos restos del poblado ibero-romano.

## El Morrón de Bolvax en la actualidad
- Actualmente, el territorio que rodea Bolvax se encuentra cercado por los propietarios de los campos que lo circundan. Este hecho le confiere un mínimo grado de protección aunque sigue siendo objeto de expoliaciones.
- Se tiene constancia de numerosos hechos de vandalismo sobre la zona, siendo la expoliación el hecho más grave cometido, pues, además de arrasar con material histórico importante, se comete un delito recogido por el código penal de España.
- La única excavación realizada en los años setenta sobre el territorio, no arrojó suficientes pistas sobre el rico pasado que envuelve el yacimiento.
- Hoy día no se tiene constancia sobre futuras excavaciones, a pesar de que algunos arqueólogos han manifestado su interés en realizar investigaciones sobre la zona.